# Huanhui
El Rei Huanhui —xinès: 韩桓惠王; pinyin: Hán Huánhuì Wáng— (? - 239 aC), nom ancestral Jì (姬), nom de clan Hán (韩), nom personal desconegut, va ser el governant de l'Estat de Han entre el 272 aC i fins a la seua mort el 239 aC. Ell era el fill del Rei Xi de Han. Durant el seu regnat, Han Fei presentà nombroses propostes per promulgar el legalisme. El 246 aC, el Rei Huanhui va enviar a Zheng Guo cap a l'oest a Qin per construir un canal hidràulic amb la intenció de malgastar els recursos de Qin. El canal va arribar a ser conegut com el Canal Zhengguo.
El 55è any del Rei Nan de Zhou (262 aC), Qin va enviar a Bai Qi per tal d'envair Han i prendre el control de Yewang. Per a negociar la pau, el Rei Huanhui va cedir Comandància de Shangdang a Qin. Els habitants de Shangdang es van negar a ser governats per Qin però també mancaven de la força militar per a la defensa. El governador general de Shangdang, Feng Ting (冯亭), es va rendir en lloc d'això a Zhao. Zhao acceptà la rendició i va enviar a Lian Po per a defendre Changping; la batalla de Changping que va sobrevenir.
El Rei Huanhui va faltar el 239 aC i va ser succeït pel seu fill el Rei An de Han.